# ショーバン・バーブ
ショーバン・バーブ（Sobhan Babu、1937年1月14日 - 2008年3月20日）は、インドのテルグ語映画で活動した俳優。フィルムフェア賞 テルグ語映画部門主演男優賞、インド国際映画祭 特別審査員賞受賞者。「Nata Bushana」の通称で知られている。

## 生涯

### 生い立ち
ウップ・スーリヤ・ナーラーヤナ・ラオの息子として生まれ、3人の姉（ダーナランガ、ジャーンシー、ニルマラ）と1人の弟（サンバ・シヴァ・ラオ）がいる。マイラヴァラームで初等教育、クリシュナ県で中等教育を受けた後、グントゥールのアーンドラ・クリスチャン大学で物理学の学位を取得した。その後はマドラスで法学を学びながら俳優の道に進んだ。

### キャリア
1959年に『Bhaktha Sabari』の撮影に参加するが、その次に参加した『Daiva Balam』が先に公開されたため同作がデビュー作となった。その後は国家映画賞 テルグ語長編映画賞を受賞した『Sita Rama Kalyanam』『Mahamantri Timmarusu』『Lava Kusa』『Nartanasala』『Desamante Manushuloyi』に出演した。35年以上のキャリアの中で200本以上の映画に出演しており、代表的な作品として『Veerabhimanyu』『Manushulu Marali』『Tara Sasankam』『Kalyana Mandapam』『Chelleli Kapuram』『Sampoorna Ramayanam』『Sarada』『Manchi Manushulu』『Jeevana Jyothi』『Soggadu』『Kurukshetram』『Mallepoovu』『Gorintaku』『Karthika Deepam』『Mosagadu』『Devatha』『Mundadugu』がある。ロマンティック映画に数多く出演したショーバン・バーブは女性層から高い人気を集め、N・T・ラーマ・ラオ、アッキネーニ・ナゲシュワラ・ラオ、クリシュナと共に「テルグ語映画の四大俳優」に挙げられている。また、『Doctor Babu』での共演をきっかけに、J・ジャヤラリターと5年間交際関係にあった。
1996年に俳優業を引退したが、脚本家のP・ゴーパーラクリシュナンは引退の理由を「彼は若いロマンティック・ヒーローとして、ファンの心の中で生き続けたかった。だから、公の場に姿を見せることをやめたのでしょう」と指摘している。

### 晩年
ショーバン・バーブは俳優時代に数千エーカーの土地を購入しており、引退後はチェンナイで不動産経営をしながら余生を過ごした。彼は親しい友人たちに不動産の知識を教えて資産形成のための援助をしており、彼の雇用していた運転手はそれによって数千万から数億ルピーの資産形成に成功したという。このほかにムラリ・モーハン、チャンドラ・モーハンもショーバン・バーブの協力で資産形成に成功している。
2008年3月20日、ショーバン・バーブはヨーガの最中に心臓発作を起こして倒れ、搬送先の病院で死亡が確認された。

## 受賞歴
| 年                                | 部門                              | 作品名                            | 結果                              | 出典                              |
| フィルムフェア賞 南インド映画部門 | フィルムフェア賞 南インド映画部門 | フィルムフェア賞 南インド映画部門 | フィルムフェア賞 南インド映画部門 | フィルムフェア賞 南インド映画部門 |
| --------------------------------- | --------------------------------- | --------------------------------- | --------------------------------- | --------------------------------- |
| 1975年                            | テルグ語映画部門主演男優賞        | 『Khaidi Babayi』                 | 受賞                              | [ 14 ]                            |
| 1976年                            | テルグ語映画部門主演男優賞        | 『Jeevana Jyothi』                | 受賞                              | [ 15 ]                            |
| 1977年                            | テルグ語映画部門主演男優賞        | 『Soggadu』                       | 受賞                              | [ 16 ] [ 17 ]                     |
| 1980年                            | テルグ語映画部門主演男優賞        | 『Karthika Deepam』               | 受賞                              | [ 18 ]                            |
| 1983年                            | テルグ語映画部門主演男優賞        | 『Devatha』                       | ノミネート                        |                                   |
| 1984年                            | テルグ語映画部門主演男優賞        | 『Mundadugu』                     | ノミネート                        |                                   |
| 1985年                            | テルグ語映画部門主演男優賞        | 『Sampoorna Premayanam』          | ノミネート                        |                                   |
| ナンディ賞                        |                                   |                                   |                                   |                                   |
| 1969年                            | 主演男優賞                        | 『Manushulu Marali』              | 受賞                              | [ 19 ]                            |
| 1971年                            | 主演男優賞                        | 『Chelleli Kapuram』              | 受賞                              | [ 20 ]                            |
| 1972年                            | 主演男優賞                        | 『Kalam Marindi』                 | 受賞                              | [ 21 ]                            |
| 1973年                            | 主演男優賞                        | 『Sarada』                        | 受賞                              | [ 22 ]                            |
| 1975年                            | 主演男優賞                        | 『Jeevana Jyothi』                | 受賞                              | [ 23 ]                            |
| インド国際映画祭                  |                                   |                                   |                                   |                                   |
| 1969年                            | 審査員特別賞                      | 『Bangaru Panjaram』              | 受賞                              | [ 3 ] [ 4 ]                       |